# 臈干穆
臈干穆（？—570年），胡姓臈干氏，本姓张，字景和，恒州繁畤郡（今山西省忻州市繁峙县）人，西魏、北周官员。

## 生平
大统四年（538年），臈干穆投身军旅。大统六年（540年），臈干穆侍奉豳国公宇文导，为宇文导补任为参军事。臈干穆在宇文导身边效力忠诚谨慎，转任辅国将军、都督，又加平东将军、左领银青光禄大夫、大都督。当时文州和武州二州羌族作乱，臈干穆接受诏令随开府乙弗昶前往讨伐，因功封历城县开国子，食邑六百户，出任康州长史、别驾，又出任傥城郡太守，代理岷州刺史，加使持节、车骑大将军、仪同三司、大都督，又转任秦州天水郡太守。大周天和五年岁次庚寅（570年），臈干穆在天水郡去世。周武帝诏令赠予使持节、骠骑大将军、开府仪同三司、大都督、恒州刺史、恒州诸军事、历城县开国公。天和六年岁次辛卯三月己酉朔廿五日癸酉（571年5月5日），臈干穆葬于天水界无疆岭。

## 家庭

### 远祖
- 张轨，西晋大将军、凉州刺史 [1]

### 祖父
- 张某，扫寇将军、隺山县县令[1]

### 父亲
- 张某，直阁将军、樊氏郡太守[1]